# Zuraida Soares
Zuraida Soares (Lisboa, 26 de julho de 1952 – Lisboa, 8 de fevereiro de 2020), antiga coordenadora e primeira deputada do Bloco de Esquerda Açores, tinha quatro filhos, duas meninas e dois meninos.
Licenciada em filosofia pela Universidade Católica Portuguesa, formou-se posteriormente em Ciências da Educação e pós-graduou-se em filosofia contemporânea e filosofia medieval.
Foi professora do ensino secundário durante 23 anos e docente na Universidade dos Açores. Coordenou o Centro Comunitário de Apoio ao Imigrante/Cresaçor, antes de ser eleita deputada para a Assembleia Legislativa da Região Autónoma dos Açores.
A sua intervenção cívica e política começou cedo, tendo-se empenhado na luta antifascista na universidade. Em Braga, onde viveu a maior parte da sua vida, foi fundadora da Associação Arco-Iris – à qual viria a presidir -, cuja finalidade central era o combate aos desmandos urbanísticos provocados pelo urbanismo selvagem. Neste processo aproximou-se da política partidária e aderiu à Política XXI (um dos partidos fundadores do Bloco de Esquerda).
Nos Açores, a sua atividade política e cívica manteve-se de forma contundente. No referendo de 1998, desafiando o conservadorismo reinante, foi um dos rostos centrais da luta pela despenalização da Interrupção Voluntária da Gravidez nos Açores. Na altura, foi perseguida, tendo mesmo sido brutalmente agredida, numa noite à porta de sua casa – o que a levou à urgência hospitalar – tal, no entanto, não a remeteu ao silêncio, nem a impediu de continuar a sua luta.

## Fundadora do Bloco de Esquerda
Aderiu ao movimento que fez nascer o Bloco de Esquerda, do qual foi fundadora, em 1999.
Foi coordenadora do Bloco de Esquerda Açores, entre 2004 e 2014, membro da Mesa Nacional do Bloco de Esquerda, até à X Convenção Nacional, e da Comissão Política Nacional entre 2014 e 2016.
Eleita deputada regional, pela primeira vez em 19 outubro 2008, foi reeleita em 14 de outubro de 2012 e 16 de outubro de 2016.
Deixou o Parlamento dos Açores em 20 de setembro de 2018, tendo sido aplaudida de pé.

## “Por uma sociedade e uma terra sem amos”
Quando Miguel Portas faleceu, em 2012, Zuraida Soares escreveu “o Bloco chegou-me pela tua mão” e salientou: “contigo, porque não concebo outra maneira de te prestar homenagem que não seja esta: reinventar, a cada momento, todas as lutas possíveis, em nome da dignidade humana e da construção de um mundo sem donos”.
Zuraida Soares era uma firme defensora da Autonomia dos Açores, considerando-a “filha dileta da Democracia”, e para ela a “açorianidade também é luta”, como escreveu num artigo publicado no esquerda.net em junho de 2017, onde apontava criticamente que a violência doméstica é superior ao resto do país.
Na despedida do parlamento açoriano afirmou: “Não há nada que dê mais colorido e força à vida do que lutar por uma sociedade mais digna, mais democrática, mais humana, mais tolerante, mais decente, e sobretudo, no fim, por uma sociedade e por uma terra sem amos”.
Em nota da Comissão Coordenadora do Bloco de Esquerda/Açores, assinada pelo coordenador regional António Lima, sublinha-se que “no Parlamento, todos e todas conhecemos a sua paixão pelo debate, a acutilância com que defendia as suas causas, a inteligência e o humor que colocava no debate parlamentar”.
“Esteve sempre na defesa empenhada da terra que tornou sua, os Açores. Pugnou contra o conservadorismo, pela transparência da coisa pública, pelo desenvolvimento assente no conhecimento e sempre, mas sempre, pela cultura, como pilar de uma melhor sociedade”, destaca ainda o Bloco Açores.